# Juan García (vitigno)
Il Juan García (in italiano: Giovanni Garcia) o Malvasìa negra è un raro vitigno a bacca nera spagnolo.
È presente della zona di Arribes del Duero della provincia di Salamanca e della provincia di Zamora.

## Caratteristiche
Una delle principali caratteristiche di adattabilità è che ha un germogliamento precoce, e che evta il rischio di gelate in primavera. Sono molto resistenti alle malattie, sebbene sia molto sensibile all'esposizione al botrytis.
È un'uva con bassa gradazione alcolica e con poco acidità.
È un'uva usata per il vino di Arribes.